# Circuito Brasileiro de Voleibol de Praia Masculino - Challenger de 2019
O Circuito Brasileiro de Voleibol de Praia - Challenger de 2019, também chamado de Circuito Banco do Brasil de Vôlei de Praia Challenger, foi a oitava edição da principal competição nacional de Vôlei de Praia Challenger na variante masculina, iniciado em 6 de junho de 2019.

## Resultados

### Circuito Challenger
| Evento                                                               | Ouro                              | Prata                             | Bronze                          | Quarto lugar                      |
| 1ª Etapa Jaboatão dos Guararapes, Pernambuco 6 a 9 de junho de 2019. | Arthur Lanci Adrielson Emanuel    | / Harley Marques Luciano Ferreira | / Matheus Maia Averaldo Pereira | / Marcus Carvalhaes Fernandão     |
| 2ª Etapa Cabo Frio, Rio de Janeiro 4 a 7 de julho de 2019.           | / Harley Marques Luciano Ferreira | / Allison Francioni Fábio Bastos  | Rafael Andrew Renato Andrew     | / Matheus Maia Averaldo Pereira   |
| 3ª Etapa Maringá, Paraná 25 a 28 de julho de 2019.                   | / Léo Vieira Jô Gomes             | Arthur Lanci Adrielson Emanuel    | Rafael Andrew Renato Andrew     | / Ramon Gomes Eduardo Rocha       |
| 4ª Etapa Teresina, Piauí 15 a 18 de agosto de 2018.                  | / Léo Vieira Jô Gomes             | Arthur Lanci Adrielson Emanuel    | / Ramon Gomes Eduardo Rocha     | / Harley Marques Luciano Ferreira |